# Laurent Terzieff
Laurent Terzieff (Toulouse, 27 de junho de 1935 - Paris, 2 de julho de 2010), foi um ator e diretor francês.
Filho de um escultor russo e uma artista plástica, Laurent destacou-se no teatro e no cinema francês. Seu primeiro trabalho foi no teatro, em 1953 e após uma breve aparição na televisão, fez o filme "Les Tricheurs" de 1958. Este filme abriu as portas, definitivamente, para o cinema e a partir da década de 1960 trabalhou com diretores renomados, como: Claude Autant-Lara, Roberto Rossellini e Luis Buñuel.
A partir da década de 1980 seus trabalhos concentraram-se no teatro, mesmo assim seu papel de anarquista no filme "Germinal" de 1993 recebeu ótimas críticas do público e da imprensa especializada.
Laurent Terzieff faleceu em julho de 2010, aos 75 anos de idade, em decorrência de complicações pulmonares.